# São Pedro da Aldeia
São Pedro da Aldeia, amtlich Município de São Pedro da Aldeia, ist ein Ort in der Região dos Lagos (Region Lagos), an der Costa do Sol im Bundesstaat Rio de Janeiro, in Brasilien. Die Stadt liegt nahe der südöstlichen Küste des Bundesstaates, an der Laguna de Araruama. Die Munizipalstadt hat nach der Volkszählung von 2010 87.875 Einwohner auf rund 339 km². Die Bevölkerungszahl wurde zum 1. Juli 2018 auf 102.846 Einwohner geschätzt.

## Lage
Die Stadt ist etwa 120 Kilometer von Rio de Janeiro entfernt. Das Gebiet von São Pedro da Aldeia liegt am nordöstlichen Ufer der Laguna de Araruama und umfasst eine Halbinsel, an deren Spitze der Canal do Itajuru beginnt. Östlich von São Pedro da Aldeia befindet sich Armação dos Búzios, südöstlich Cabo Frio und südlich Arraial do Cabo. Im Süden befindet sich ein Teil des Parque Estadual da Costa do Sol mit seinen ausgedehnten Dünen- und Salzwiesenlandschaften.

## Wirtschaft
Die wichtigsten Einkommensquellen sind Salzgewinnung, Fischerei und Tourismus. Weiterhin befindet sich in São Pedro da Aldeia die einzige Mülldeponie in der Region. Am 4. August 2013 wurde hier die erste Biogasaufbereitungsanlage in Brasilien eröffnet. In den 1960er Jahren baute die brasilianische Marine nördlich von São Pedro da Aldeia eine Marinefliegerbasis. Die Base Aérea Naval de São Pedro da Aldeia verfügt über eine Start- und Landebahn und ist wichtiger Arbeitgeber in der Region.

## Infrastruktur
Über die 1999 fertiggestellte Autobahn und deren Anschluss an die Rio-Niterói-Brücke ist die gesamte Costa do Sol und damit auch São Pedro da Aldeia schnell und bequem aus den Großstädten Rio de Janeiro und Niterói zu erreichen. Die Fahrtzeit der etwa 150 Kilometer langen Strecke beträgt etwa zwei Stunden mit dem Auto, auch mit dem Bus ist der Ort innerhalb von etwa drei Stunden zu erreichen. Der internationale Flugplatz von Cabo Frio liegt etwa 10 Kilometer südlich von São Pedro da Aldeia. Von hier lassen sich während der Saison Ziele in Brasilien, Chile, Argentinien und Uruguay erreichen.

## Geschichte
São Pedro da Aldeia wurde 1660 von katholischen Priestern gegründet. Sie bauten eine kleine Kapelle, die später durch eine bis heute erhaltene Kirche ersetzt wurde.

## Klima
In der Region herrscht tropisches Klima, mit einer jährlichen Niederschlagsmenge von etwa 916 mm. Die feuchtesten Monate sind November und Dezember, Juni und Juli sind die Trockensten. Die jährliche Durchschnittstemperatur liegt im Bereich zwischen 24 °C und 28 °C. Im Winter liegen die Temperaturen durchschnittlich zwischen 11 °C und 16 °C. Der Sommer ist heiß, mit Temperaturen die über 35 °C erreichen können.
|                       | Jan   | Feb  | Mär  | Apr  | Mai  | Jun  | Jul  | Aug  | Sep  | Okt  | Nov   | Dez   |   |       |
| Mittl. Tagesmax. (°C) | 28,3  | 28,5 | 28,5 | 26,9 | 25,4 | 24,2 | 24,0 | 24,0 | 24,0 | 25,0 | 26,2  | 27,5  | ⌀ | 26    |
| Mittl. Tagesmin. (°C) | 21,1  | 21,4 | 21,3 | 19,8 | 18,0 | 16,7 | 16,2 | 16,6 | 15,0 | 18,4 | 19,5  | 20,5  | ⌀ | 18,7  |
|                       |       |      |      |      |      |      |      |      |      |      |       |       |   |       |
| Niederschlag (mm)     | 101,1 | 85,8 | 88,4 | 98,8 | 69,6 | 40,6 | 39,0 | 37,2 | 47,2 | 72,2 | 106,6 | 129,4 | Σ | 915,9 |

| 21,1 |

| 21,4 |

| 21,3 |

| 19,8 |

| 18,0 |

| 16,7 |

| 16,2 |

| 16,6 |

| 15,0 |

| 18,4 |

| 19,5 |

| 20,5 |

| 21,1 |

| 21,4 |

| 21,3 |

| 19,8 |

| 18,0 |

| 16,7 |

| 16,2 |

| 16,6 |

| 15,0 |

| 18,4 |

| 19,5 |

| 20,5 |

## Sehenswürdigkeiten
- Igreja Matriz de São Pedro: Kirche von São Pedro, diente als Jesuitenkolleg in der Region.
- Casa da Flor: Gebäude das 1912 erbaut wurde und heute als historische Stätte geführt wird.
- Museu da Aviação Nava: Das Museum der brasilianischen Marineflieger wurde am 23. August 2000 gegründet und befindet sich, an der Naval Air Station von São Pedro da Aldeia.
- Estação Ferroviária de São Pedro da Aldeia: Der alte Bahnhof von São Pedro da Aldeia, Teil der ehemaligen brasilianischen Bundesbahn, wurde 2010 saniert.
- Laguna Araruama: Ist die größte hypersaline Lagune der Welt und mit dem Atlantischen Ozean durch den Canal do Itajuru verbunden. Die Lagune ist ein beliebtes Wind- und Kitesurf-Revier.[4]

## Galerie

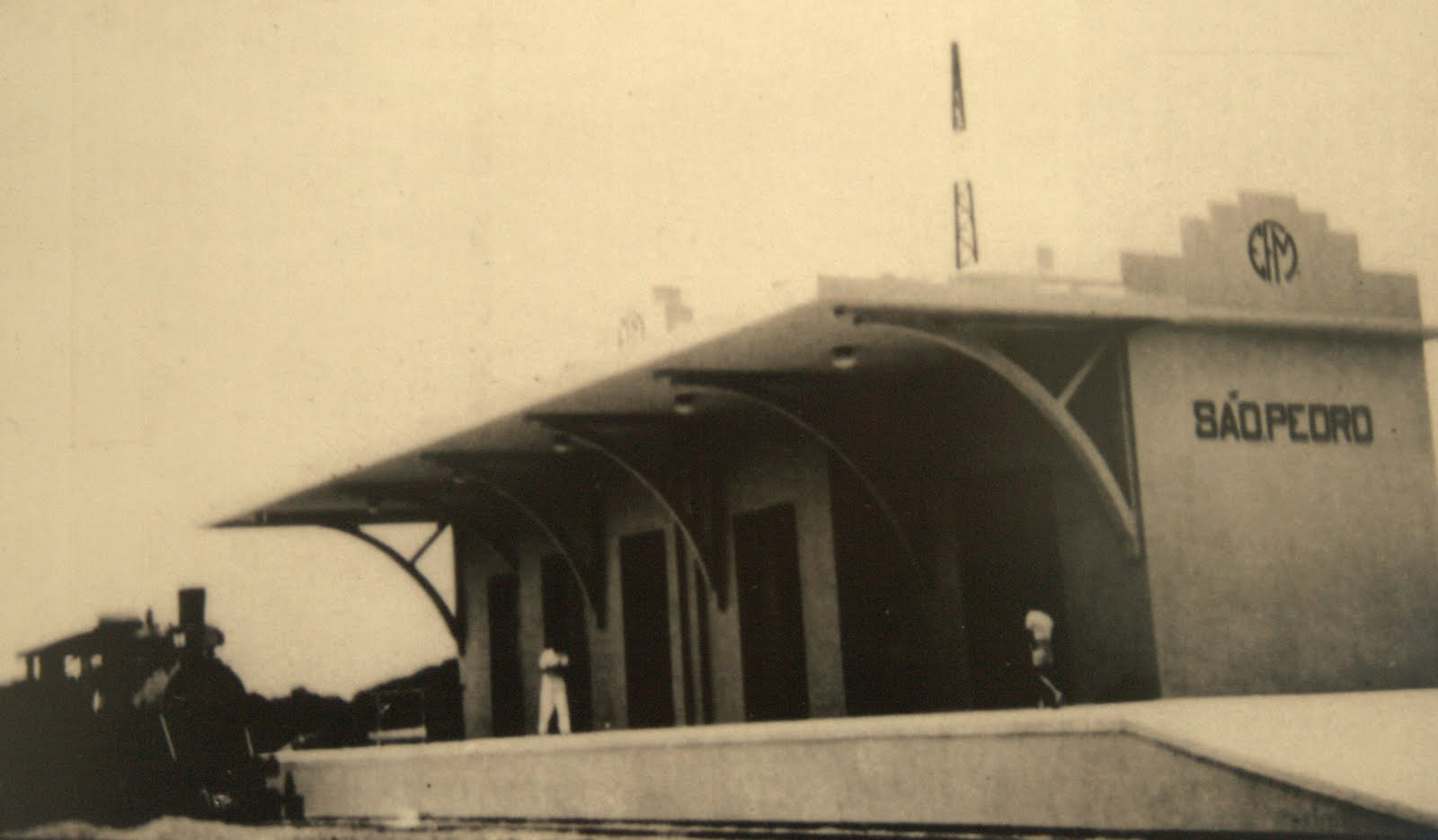
Bahnhof und Eisenbahn von São Pedro da Aldeia aus dem Jahr 1937
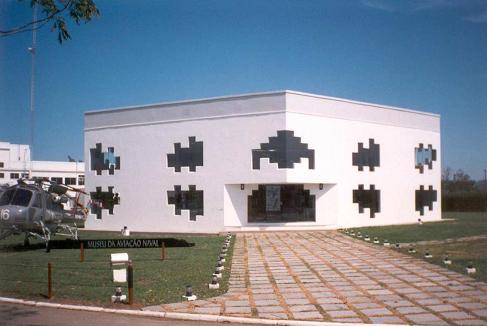
Museum der Naval Air Station
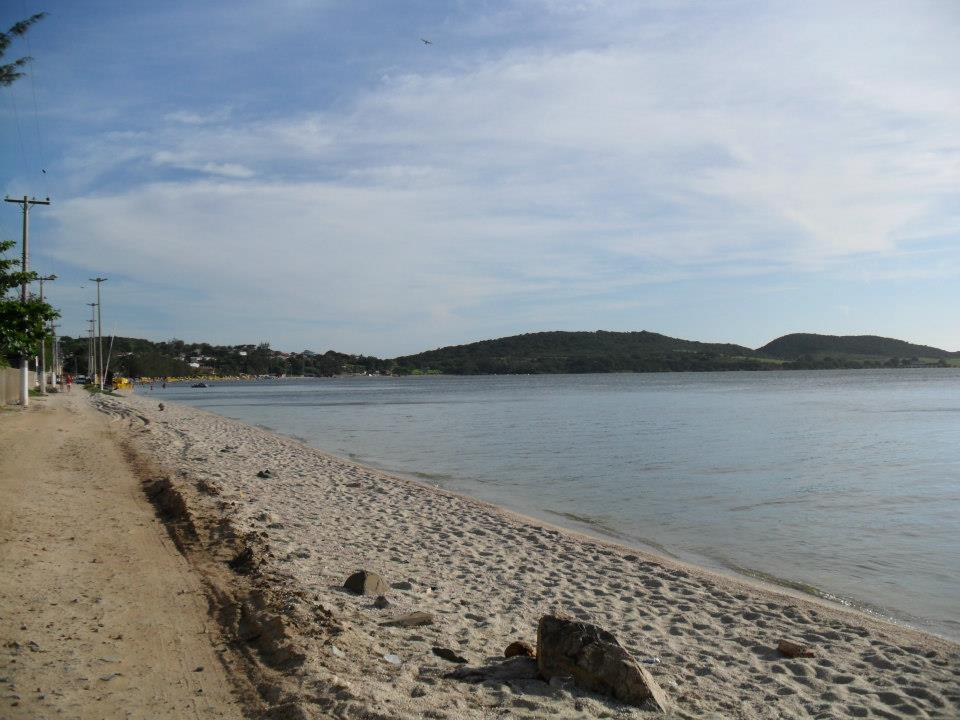
Praia do sudoeste, Strand im Ort